# Mabellina prescotti
Mabellina prescotti là một loài nhện trong họ Salticidae.
Loài này thuộc chi Mabellina. Mabellina prescotti được Arthur Merton Chickering miêu tả năm 1946.